# Hargsjön (Västra Hargs socken, Östergötland)
Hargsjön är en sjö i Mjölby kommun i Östergötland och ingår i Motala ströms huvudavrinningsområde. Sjön är 3,8 meter djup, har en yta på 0,959 kvadratkilometer och är belägen 108,1 meter över havet. Vid sjöns sydöstra ände ligger småorten Västra Harg tillsammans med Västra Hargs kyrka.

## Delavrinningsområde
Hargsjön ingår i det delavrinningsområde (646072-146608) som SMHI kallar för Utloppet av Hargsjön. Medelhöjden är 126 meter över havet och ytan är 10,49 kvadratkilometer. Räknas de 5 avrinningsområdena uppströms in blir den ackumulerade arean 37,33 kvadratkilometer. Vattendraget som avvattnar avrinningsområdet har biflödesordning 5, vilket innebär att vattnet flödar genom totalt 5 vattendrag innan det når havet efter 114 kilometer. Avrinningsområdet består mestadels av skog (53 procent), öppen mark (11 procent) och jordbruk (24 procent). Avrinningsområdet har 0,96 kvadratkilometer vattenytor vilket ger det en sjöprocent på 9,1 procent.